# Satt 3
Satt 3 fue un compilado islandés de canciones de varias bandas. Una de las bandas incluidas en esta recopilación es Tappi Tíkarrass, una banda de punk rock liderada por la reconocida solista islandesa Björk.
Satt 3 fue lanzado en 1984 en formato LP. Tappi Tíkarrass participó en este compilado con dos canciones: "Sperglar" (Duración: 2:40) y "Seiður" (Duración: 2:53). 

## Lista de canciones
Lado A
1. Robotinn, Grafik
2. Timabundid vonleysi, Qtzji Qtzji Qtizji
3. Henry, Taktlaszk
4. Sperglar, Tappi Tíkarrass
5. Eg er aumingi, Tharmagustarnir

Lado B
1. Part, Meth Noktum
2. Rugl, Bylur
3. Seiður 2:53, Tappi Tíkarrass
4. Frankfurt, Band Nutimans
5. Peningar, Joth Ex
6. 14.40, Ast